# Malte aux Jeux olympiques d'été de 1936
Malte participe aux Jeux olympiques d'été de 1936 qui se déroulent du 1er au 16 août 1936 à Berlin en Allemagne. Il s'agit de sa deuxième participation à des Jeux d'été. 
L'équipe de water-polo, déjà présente lors des Jeux olympiques en 1928, participe au tournoi où 16 équipes sont engagés. Neuf poloïstes compose l'équipe qui enregistre trois défaites dans la poule B face à la Hongrie (0:12), la Grande-Bretagne (2:8) et la Yougoslavie (0:7).
Deux sprinteurs complètent la délégation : Alfred Bencini et Austin Cassar-Torreggiani, tous les deux éliminés dès les qualifications du 100m.

## Athlétisme
Hommes
Courses
| Athlète                   | Épreuve | Séries | Séries | Quart-finales | Quart-finales | Demi-finales | Demi-finales | Finale | Finale |
| Athlète                   | Épreuve | Temps  | Rang   | Temps         | Rang          | Temps        | Rang         | Temps  | Rang   |
| ------------------------- | ------- | ------ | ------ | ------------- | ------------- | ------------ | ------------ | ------ | ------ |
| Alfred Bencini            | 100 m   | -      | 5e     | NC            | NC            | NC           | NC           | NC     | NC     |
| Austin Cassar-Torreggiani | 100 m   | -      | 5e     | NC            | NC            | NC           | NC           | NC     | NC     |

## Water-polo
- Jimmy Chetcuti
- Joseph Demicoli
- Jack Frendo Azzopardi
- Alfred Lanzon
- Babsie Podestà
- Wilfred Podestà
- Pippo Schembri
- Sydney Scott
- Frank Wismayer